# بلک‌راک (کالیفرنیا)
بلک‌راک (به انگلیسی: Blackrock) یک منطقهٔ مسکونی در ایالات متحده آمریکا است که در شهرستان اینیو، کالیفرنیا واقع شده‌است. بلک‌راک ۱٬۱۶۷ متر بالاتر از سطح دریا قرار دارد.